# Vřesová
Vřesová (in tedesco Doglasgrün) è un comune della Repubblica Ceca facente parte del distretto di Sokolov, nella regione di Karlovy Vary.